# Ocronosis
La ocronosis es un signo causado por la acumulación del ácido homogentísico en los tejidos conectivos. El fenómeno fue descrito por primera vez por Rudolf Virchow en 1865. La condición fue denominada así debido a la decoloración amarillenta que sufrían los tejidos al examen microscópico. Sin embargo, macroscópicamente los tejidos se observan gris azulado debido a un fenómeno de dispersión de la luz conocido como efecto Tyndall. La condición está frecuentemente asociada a alcaptonuria pero puede también ocurrir con la administración exógena de complejos fenólicos, tales como la hidroquinona.
Ocronosis se define como el depósito de pigmentos a nivel de la dermis papilar, se divide en endógena y exógena, esta última es generalmente causada por la aplicación de hidroquinona directa sobre la piel. La presentación de este caso es importante porque en la actualidad existe un gran número de cremas despigmentantes que contienen este fármaco en su fórmula y que se venden al público, por lo cual su uso y abuso es común y puede conducir al desarrollo de ocronosis.